# Francisco Ruiz-Tagle
Francisco Antonio Pascual de la Ascensión Ruiz de Tagle y Portales (Santiago ca. 1790 - aldaar 23 maart 1860) was een Chileens staatsman die van 17 februari tot 31 maart 1830 het ambt van voorlopig president van Chili bekleedde.
Hij was de zoon van Manuel Ruiz de Tagle y Torquemada en Rosario Portales y Larraín en stamde uit een aristocratische familie. Hij nam als jongeling dienst in de militie (Regimiento del Principe) en trouwde met Rosario Larraín Rojas. Uit dit huwelijk kwamen negen kinderen voort.
Ruiz-Tagle was afkomstig uit een royalistische familie die tegen de onafhankelijkheid van Chili was. Hijzelf koos echter een andere weg en werd een groot voorstander van een zelfstandig Chili. In 1811 werd hij in het eerste Nationaal Congres van Chili gekozen. Hij vertegenwoordigde als conservatief Los Andes in het Chileense parlement. Tussen 1812 en 1814 was hij minister van Financiën in de regering van Francisco Antonio Pinto en had hij zitting in de Senaat.
In 1814 werd hij gemeentebestuurder en burgemeester van Santiago en vanaf 13 februari 1817 vervulde hij de post van gouverneur van de provincie Santiago. In 1822 werd hij lid van de junta (Junta de Gobierno) en werd hij inspecteur van politie van Santiago. Francisco Antonio Pinto nam hem op 28 juli 1828 in zijn regering op als minister van Financiën, hetgeen hij tot 16 juli 1829 bleef.
In mei 1829 eindigde Ruiz-Tagle bij de verkiezingen voor de president en vicepresident als tweede, achter de liberale kandidaat, Pinto. Volgens de grondwet moest president Pinto degene die als tweede eindigde in zijn regering opnemen als vicepresident, maar de liberalen weigerden een conservatief als vicepresident te accepteren. Daarvoor in de plaats werd Joaquín Vicuña, een vooraanstaand liberaal politicus tot vicepresident benoemd. Een en ander deed de verhouding tussen liberalen en conservatieven geen goed en al spoedig kwam het tot een burgeroorlog.
Tijdens de Burgeroorlog van 1829/1830 koos hij de zijde van de Pelucones, de centralistische conservatieven, die streden tegen de Pipiolos, de liberale federalisten. Op 17 februari 1830 droeg een door de conservatieven gedomineerde voorlopige regering onder leiding van José Tomás Ovalle de macht over aan Ruiz-Tagle die een regering samenstelde die de macht van de liberalen aanzienlijk verminderde. Een van de maatregelen van Ruiz-Tagle was het ontslaan van de liberale generaals uit het leger. Hierdoor hervatten de vijandelijkheden tussen de liberalen en conservatieven zich opnieuw. Ruiz-Tagle moest onder druk van Diego Portales, zijn neef en de machtigste politicus van die dagen, aftreden en werd vervangen door Ovalle die een nieuwe junta vormde.
Na zijn afzetting als staatshoofd trok Ruiz-Tagle zich voor korte tijd terug uit de politiek, maar deed in 1831 reeds zijn rentree. Hij stelde zich kandidaat voor de presidentsverkiezingen van dat jaar maar eindigde uiteindelijk als derde. De verkiezingen werden gewonnen door de conservatieve generaal José Joaquín Prieto Vial, terwijl zijn neef, Diego Portales, als tweede eindigde.
Tijdens de regering van Manuel Bulnes Prieto werd Ruiz-Tagle tot staatsraad benoemd. Hij overleed in 1860 in Santiago.

## Samenstelling kabinet
| Ministerie (Presidentschap van Francisco Ruiz-Tagle) | Naam/Periode                                       |
| ---------------------------------------------------- | -------------------------------------------------- |
| Binnen- en Buitenlandse Zaken                        | Juan Francisco Meneses (1830) Mariano Egaña (1830) |
| Financiën                                            | Mariano Egaña (1830) Juan Francisco Meneses (1830) |
| Oorlog en Marine                                     | José María Benavente (1830)                        |